# El Trobal
El Trobal es una de las tres pedanías que posee Los Palacios y Villafranca además de los poblados de Maribáñez y Los Chapatales. Es el mayor núcleo de población del municipio después de la localidad principal y en 2021 contaba con 1.058 habitantes. Su código postal es 41727. Se sitúa a 8 km al sur de Los Palacios, en dirección Cádiz. Posee colegio, de una sola línea en educación infantil y primaria, biblioteca, casa de la juventud, centro de salud y piscina pública.

## Situación
Esta pedanía está situada a 30 km al sur de Sevilla Capital. Digno de conocer: la Parroquia de Ntra. Sra. de las Marismas. Esta es una pedanía de colonización, es decir, forma parte de los poblados que, a principios de los años 60, el IRYDA creó para poblar las marismas del Guadalquivir, tierras ricas para la agricultura y la ganadería.

## Fiestas
- Enero: Día 6 por la tarde, se celebran las cabalgatas de reyes magos.
- Mayo: 2ª Semana-> Romería de San Isidro Labrador.
- Junio: Semana del 23-> Velada y quema del Día de San Juan.
- Junio: Última semana-> Feria patronal
- También se celebran las Cruces de Mayo a mediados de mayo. En la segunda semana de mayo las comuniones en la iglesia del mismo pueblo.

## Costumbres
Almuerzos y cenas al aire libre, conocidas como barbacoas o comilonas; suelen ser entre familia o grupos de amigos.

## Turismo
Tienen casas para alquilar, en el municipio hay piscina municipal, bares de copas y comida con terrazas al aire libre. Durante la semana de la feria es cuando esta pedanía acoge a más turistas por como se viven las fiestas, las casetas se llenan tanto de día como de noche y el jueves procesiona la patrona, Virgen de las Marismas, por las calles del pueblo vestida de gala y acompañada por las damas y la reina de las fiestas vestidas con trajes de flamenca.

## Deportes
La pedanía cuenta con un equipo senior, en tercera andaluza, la UD El Trobal que disputa sus partidos como local en el Campo municipal La Gaviota.